# Mogens Guldberg
Morgens Guldberg, né le 2 août 1963 à Kalundborg, est un athlète danois spécialiste du demi-fond. 

## Carrière

### Palmarès
| Année | Compétition                    | Lieu    | Résultat | Épreuve | Performance   |
| ----- | ------------------------------ | ------- | -------- | ------- | ------------- |
| 1987  | Championnats d’Europe en salle | Liévin  | 5e       | 3000 m  | 7 min 56 s 10 |
| 1991  | Championnats du monde en salle | Séville | 4e       | 3000 m  | 7 min 44 s 76 |
| 1993  | Championnats du monde en salle | Toronto | 5e       | 3000 m  | 7 min 52 s 60 |

### Records
| Épreuve      | Performance   | Lieu    | Date         |
| ------------ | ------------- | ------- | ------------ |
| 3 000 mètres | 7 min 44 s 76 | Séville | 10 mars 1991 |